# Distrikt Pallanchacra
Der Distrikt Pallanchacra liegt in der Provinz Pasco in der Region Pasco in Zentral-Peru. Der Distrikt wurde am 14. November 1959 gegründet und besitzt eine Fläche von 72,6 km². Beim Zensus 2017 wurden 1841 Einwohner gezählt. Im Jahr 1993 lag die Einwohnerzahl bei 2723, im Jahr 2007 bei 4153. Die Distriktverwaltung befindet sich in der 3115 m hoch gelegenen Ortschaft Pallanchacra mit 708 Einwohnern (Stand 2017). Pallanchacra liegt 30 km nördlich der Provinz- und Regionshauptstadt Cerro de Pasco.

## Geographische Lage
Der Distrikt Pallanchacra liegt in der peruanischen Zentralkordillere im Norden der Provinz Pasco. Der Río Tingo durchfließt den Distrikt in nördlicher Richtung und mündet an der nordöstlichen Distriktgrenze in den nach Norden strömenden Oberlauf des Río Huallaga.
Der Distrikt Pallanchacra grenzt im Südwesten an den Distrikt Santa Ana de Tusi (Provinz Daniel Alcides Carrión), im Nordwesten und im Norden an die Distrikte San Francisco und San Rafael (beide in der Provinz Ambo), im Osten an den Distrikt Huariaca sowie im Südosten an den Distrikt San Francisco de Asís de Yarusyacán.